# Rollin’ (singel Limp Bizkit)
Rollin’ – utwór amerykańskiego zespołu muzycznego Limp Bizkit, zawarty w dwóch wersjach na trzecim albumie studyjnym zespołu, Chocolate Starfish and the Hot Dog Flavored Water. Pierwsza, rockowa, wykonywana wyłącznie przez członków zespołu wersja, „Rollin’ (Air Raid Vehicle)”, była, wraz z „My Generation”, drugim z singli oficjalnie promujących album Chocolate Starfish and the Hot Dog Flavored Water, wydanym 10 października 2000 roku nakładem wytwórni Flip Records i Interscope Records. Druga, nosząca tytuł „Rollin’ (Urban Assault Vehicle)”, jest z kolei utworem hip-hopowym, stworzonym z gościnnym udziałem trzech amerykańskich raperów: DMX-a, Method Mana oraz Redmana, i wyprodukowanym przez Swizz Beatza. Wersja Urban Assault Vehicle pokazuje w jaki sposób piosenka „Rollin’” powstała. Pierwotnie miała ona być pojedynczą i stricte hip-hopową piosenką, a zmianę pierwotnych założeń Wes Borland, gitarzysta Limp Bizkit, w wywiadzie dla serwisu Songfacts wyjaśnił następująco: 

Po tym, jak to usłyszeliśmy, pomyśleliśmy: „Nie ma innej możliwości, musimy to zmienić w piosenkę rockową”. Jednak tak bardzo podobały nam się obie wersje, że skończyło się opublikowaniem ich obu: hip-hopowej i rockowej.

Hip-hopowa odsłona „Rollin’” także została wydana w postaci singla, którego wydania od tych zawierających wersję Air Raid Vehicle różniły się innym kolorem okładki (była brązowa, w przeciwieństwie do szarej w przypadku wersji z Air Raid Vehicle) i innymi utworami dodatkowymi. Istniały jednak także wydania zawierające zarówno wersję Air Raid Vehicle, jak i Urban Assault Vehicle
Utwór „Rollin’” w wersji Air Raid Vehicle odniósł ogromny sukces w roku wydania i stał się jednym z najbardziej uwielbianych przebojów Limp Bizkit. Zajął pierwsze miejsca na listach przebojów w Irlandii, Szkocji i Wielkiej Brytanii, ponadto przyzwoicie uplasował się w notowaniach magazynu Billboard: na czwartym miejscu na liście Modern Rock Tracks i na dziesiątym miejscu na liście Mainstream Rock Tracks. W notowaniu Billboard Hot 100 osiągnął 65. miejsce.

## Teledysk
Teledysk do „Rollin’ (Air Raid Vehicle)” powstał we wrześniu 2000 roku, a za jego reżyserię odpowiadał wokalista Limp Bizkit, Fred Durst. Koszty realizacji teledysku wyniosły 3 miliony dolarów. Wystąpili w nim wszyscy członkowie zespołu (Fred Durst, DJ Lethal, Sam Rivers, Wes Borland i John Otto), a ponadto, w charakterze gości specjalnych, dwaj aktorzy, Ben Stiller i Stephen Dorff. Stiller i Dorff pracowali wcześniej z Fredem Durstem na planie filmu Zoolander.
Akcja teledysku toczy się w Nowym Jorku. Zaczyna się od występu cameo Bena Stillera i Stephena Dorffa, którzy mylnie biorąc Freda Dursta za hotelowego lokaja, dają mu kluczyki do swojego Bentleya Azure. Następnie Fred Durst jest ukazany jak jeździ po mieście Bentleyem, a jednocześnie pojawiają się ujęcia z latającego nad Nowym Jorkiem śmigłowca, krążącego wokół Statuy Wolności i dachu południowej wieży pierwszego kompleksu World Trade Center, na którym gra zespół. Momentami pojawiają się także sceny tańca Freda Dursta z pięcioma dziewczynami w pomieszczeniu.
6 września 2001 roku teledysk zdobył nagrodę w kategorii Best Rock Video na gali MTV Video Music Awards. 10 września 2001 roku, w przeddzień ataków terrorystycznych, które zniszczyły World Trade Center, Limp Bizkit otrzymał od organizacji zarządzającej World Trade Center, Port Authority of New York and New Jersey, list z podziękowaniem oraz kosz owoców za wykorzystanie budynków kompleksu w teledysku.

## Wykorzystanie utworu
Od grudnia 2000 do połowy 2002 roku „Rollin’ (Air Raid Vehicle)” wykorzystywał jako swój motyw muzyczny przy wchodzeniu do ringu należący do organizacji WWE wrestler The Undertaker. The Undertaker wykorzystał utwór także na zorganizowanej w 2003 roku WrestleManii XIX, podczas której w trakcie jego wejścia do ringu był odgrywany na żywo przez Limp Bizkit
„Rollin’ (Air Raid Vehicle)” był wykorzystywany przez baseballistę Scotta Rolena jako tzw. walk up music (muzyka odtwarzana przed uderzeniem piłki).
„Rollin’ (Urban Assault Vehicle)” znalazł się na ścieżce dźwiękowej mającego premierę w 2001 roku filmu Szybcy i wściekli.
„Rollin’ (Air Raid Vehicle)” trafił na ścieżkę dźwiękową gry na konsole NHL Hitz 2002.
W 2004 roku „Rollin’ (Urban Assault Vehicle)” został zamieszczony w przygotowanym przez telewizyjny kanał muzyczny VH1 zestawieniu 50 Most Awesomely Bad Songs... Ever (pol. „50 najbardziej zdumiewająco złych piosenek w historii”).

## Lista utworów

### Wydania z wersją Air Raid Vehicle
Opracowano na podstawie materiału źródłowego.
Wydanie CD europejskie (Flip/Interscope 497 461-2), CD brytyjskie (Flip/Interscope 497 461-2) i CD japońskie (Flip/Interscope UICS-5009)
| Nr | Tytuł utworu                        | Autorzy                                        | Długość |
| -- | ----------------------------------- | ---------------------------------------------- | ------- |
| 1. | „Rollin’ (Air Raid Vehicle)”        | Fred Durst, John Otto, Sam Rivers, Wes Borland | 3:35    |
| 2. | „I Would For You (Live)”            | Perry Farrell, Jane’s Addiction                | 4:40    |
| 3. | „Take a Look Around (Instrumental)” | Fred Durst, Lalo Schifrin                      | 6:21    |
| 4. | „Rollin’ (Video)”                   |                                                |         |
|    |                                     |                                                | 14:36   |

### Wydania z wersją Urban Assault Vehicle
Opracowano na podstawie materiału źródłowego.
Wydanie CD europejskie (Flip/Interscope 497 482-2), CD brytyjskie (Flip/Interscope 497 482-2) i CD japońskie (Flip/Interscope UICS-5010)
| Nr | Tytuł utworu                      | Autorzy                                          | Długość |
| -- | --------------------------------- | ------------------------------------------------ | ------- |
| 1. | „Rollin’ (Urban Assault Vehicle)” | Fred Durst, DMX, Method Man, Redman, Swizz Beatz | 6:23    |
| 2. | „Show Me What You Got”            | Fred Durst, John Otto, Sam Rivers, Wes Borland   | 4:10    |
| 3. | „Rollin’ (Instrumental)”          | Swizz Beatz                                      | 3:33    |
| 4. | „Video Snippets”                  |                                                  |         |
|    |                                   |                                                  | 14:06   |

### Wydania z obiema wersjami
Opracowano na podstawie materiału źródłowego.
Wydanie CD europejskie (Flip/Interscope IND 97474) i CD brytyjskie (Flip/Interscope IND 97474)
| Nr | Tytuł utworu                                                     | Autorzy                                          | Długość |
| -- | ---------------------------------------------------------------- | ------------------------------------------------ | ------- |
| 1. | „Rollin’ (Air Raid Vehicle)”                                     | Fred Durst, John Otto, Sam Rivers, Wes Borland   | 3:34    |
| 2. | „Rollin’ (Urban Assault Vehicle)”                                | Fred Durst, DMX, Method Man, Redman, Swizz Beatz | 6:23    |
| 3. | „Take a Look Around (Theme From MI:2) (Live At Top Of The Pops)” | Fred Durst, Lalo Schifrin                        | 6:50    |
| 4. | „Video Rollin’ (Air Raid Vehicle)”                               |                                                  | 4:02    |
|    |                                                                  |                                                  | 20:49   |

Wydanie CD europejskie (Flip/Interscope 497 472-2)
| Nr | Tytuł utworu                      | Autorzy                              | Długość |
| -- | --------------------------------- | ------------------------------------ | ------- |
| 1. | „Rollin’ (Air Raid Vehicle)”      | John Otto, Sam Rivers, Wes Borland   |         |
| 2. | „Rollin’ (Urban Assault Vehicle)” | DMX, Method Man, Redman, Swizz Beatz |         |

Wydanie CD australijskie (Flip/Interscope 497 480-2)
| Nr | Tytuł utworu                                             | Długość |
| -- | -------------------------------------------------------- | ------- |
| 1. | „Rollin’ (Air Raid Vehicle)”                             | 3:35    |
| 2. | „Rollin’ (Urban Assault Vehicle)”                        | 6:24    |
| 3. | „I Would For You”                                        | 4:41    |
| 4. | „Take a Look Around (Theme From „M:I-2”) – Instrumental” | 6:21    |
|    |                                                          | 21:01   |

Wydanie CC brytyjskie (Interscope INC 97474)
| Nr | Tytuł utworu                         | Autorzy                              | Długość |
| -- | ------------------------------------ | ------------------------------------ | ------- |
| 1. | „A1 Rollin’ (Air Raid Vehicle)”      | John Otto, Sam Rivers, Wes Borland   |         |
| 2. | „A2 Rollin’ (Urban Assault Vehicle)” | DMX, Method Man, Redman, Swizz Beatz |         |
| 3. | „B1 Rollin’ (Air Raid Vehicle)”      | John Otto, Sam Rivers, Wes Borland   |         |
| 4. | „B2 Rollin’ (Urban Assault Vehicle)” | DMX, Method Man, Redman, Swizz Beatz |         |

## Premiera radiowa i wydanie
| Region            | Data                 | Format                                          | Wytwórnia                        | Źródło |
| ----------------- | -------------------- | ----------------------------------------------- | -------------------------------- | ------ |
| Stany Zjednoczone | 5 września 2000      | mainstream rock, active rock, alternative radio | Flip Records, Interscope Records | [ 37 ] |
| Stany Zjednoczone | 31 października 2000 | urban radio                                     | Flip Records, Interscope Records | [ 38 ] |
| Australia         | 15 stycznia 2001     | CD                                              | Flip Records, Interscope Records | [ 39 ] |
| Wielka Brytania   | 15 stycznia 2001     | CD, CC                                          | Flip Records, Interscope Records | [ 40 ] |

## Notowania na listach przebojów
| Lista (2000–2001)                                      | Pozycja |
| ------------------------------------------------------ | ------- |
| Australia (ARIA)                                       | 11      |
| Austria (Ö3 Austria Top 40)                            | 10      |
| Belgia (Ultratop 50 Flandria)                          | 23      |
| Belgia (Ultratip Bubbling Under Walonia)               | 13      |
| Europa (Eurochart Hot 100 Singles)                     | 4       |
| Finlandia (Suomen virallinen lista)                    | 3       |
| Francja (SNEP)                                         | 72      |
| Holandia (Nederlandse Top 40)                          | 16      |
| Holandia (Single Top 100)                              | 18      |
| Irlandia (Top 100 Singles)                             | 1       |
| Niemcy (Offizielle Deutsche Charts)                    | 10      |
| Norwegia (VG-lista)                                    | 9       |
| Nowa Zelandia (Recorded Music NZ)                      | 14      |
| Portugalia (AFP)                                       | 6       |
| Stany Zjednoczone (Billboard Hot 100 (Billboard))      | 65      |
| Stany Zjednoczone (Modern Rock Tracks (Billboard))     | 4       |
| Stany Zjednoczone (Mainstream Rock Tracks (Billboard)) | 10      |
| Szkocja (OCC)                                          | 1       |
| Szwajcaria (Singles Top 100)                           | 21      |
| Szwecja (Sverigetopplistan)                            | 8       |
| Wielka Brytania (UK Singles Chart)                     | 1       |

| Lista (2001)                        | Pozycja |
| ----------------------------------- | ------- |
| Australia (ARIA)                    | 45      |
| Austria (Ö3 Austria Top 40)         | 53      |
| Europa (Eurochart Hot 100 Singles)  | 58      |
| Irlandia (Top 100 Singles)          | 27      |
| Niemcy (Offizielle Deutsche Charts) | 83      |
| Szwecja (Sverigetopplistan)         | 66      |
| Wielka Brytania (UK Singles Chart)  | 27      |

## Certyfikaty
| Region                | Certyfikat |
| --------------------- | ---------- |
| Australia (ARIA)      | złoto      |
| Niemcy (BVMI)         | złoto      |
| Wielka Brytania (BPI) | platyna    |